# ISO 3166-2
ISO 3166-2 este a doua parte a standardului ISO 3166. Este un sistem de codificare geografică a numelor subdiviziunilor țărilor. Scopul standardului este să stabilească o serie de abrevieri scurte pentru locuri, pentru a fi folosite pe etichete, containere și asemenea (oriunde un cod alfanumeric scurt ar putea servi pentru a indica în mod clar o locație, într-un mod mai convenabil și mai puțin ambiguu decât numele complet al locului). Există aproximativ 3700 de coduri diferite.
Numele oficial al standardului este "Coduri pentru reprezentarea numelor țărilor și a subdiviziunilor acestora -- Partea a 2-a: Cod pentru subdiviziune de țară" ("Codes for the representation of names of countries and their subdivisions -- Part 2: Country subdivision code").
Codurile ISO 3166-2 constau în două părți, separate cu o liniuță. Prima parte este codul ISO 3166-1 alpha-2 al țării, iar a doua parte conține unul, două sau trei caractere sau cifre, de obicei fiind bazată pe standarde naționale.